# Oncosperma tigillarium
Espèce
Synonymes
- Areca tigillaria Jack  			(1820)
- Keppleria tigillaria  (Jack) Meisn.  		 (1842)
- Areca nibung  Mart.   			 (1838)
- Areca spinosa Hasselt & Kunth 	(1841)
- Euterpe filamentosa Kunth 			 (1841)
- Oncosperma cambodianum Hance 			 (1876)
- Oncosperma filamentosum  (Kunth) Blume 	(1843) Plants of the World online (POWO) (08 septembre 2023)[1]

Oncosperma tigillarium est une espèce asiatique de palmier de la famille des Arecaceae.

## Description
Oncosperma tigillarium atteint 12 m (peut-être jusqu'à 30 m) de hauteur dans des fourrés denses pouvant contenir jusqu'à 50 palmiers. Les troncs des palmiers sont couverts de longues épines noires. Oncosperma tigilarium a des feuilles finement pennées, aux folioles retombantes du plus bel effet , , , .

## Taxonomie
Ce genre a été décrit par Carl Ludwig Blume et  publié  dans le Bulletin des Sciences Physiques et Naturelles en Neerlande 1: 64. en 1838.
L'espèce a été décrite une première fois sous le nom de Areca tigillaria  par William Jack  dans  Malayan Miscellanies  2(7): 88 en  1820, puis la définition a été reprise par Henry Nicholas Ridley sous le nom actuelle dans Journal of the Straits Branch of the Royal Asiatic Society 33: 173 en 1900.

### Étymologie
Oncosperma: nom générique qui vient des  mots grecs: onkos = « vrac, masse, tumeur » et sperma = « graine », probablement  en référence à la large rainure remplie de matière spongieuse à la base de la graine.
tigillarium: référence spécifique venant du latin tigillum = « petite poutre, petit chevron », désignant les stipes très minces utile à la construction ,.

## Noms communs
Son nom commun en indonésien est nibung signifiant épine, pour les longues épines qui s'élèvent le long du tronc du palmier. Dans certaines parties des Philippines, on l'appelle anibung en langue hiligaynon. En khmer on l'appelle sla : ta 'aôn  .

## Distribution
On trouve cette espèce dans les eaux intérieures à faible salinité, près des mangroves du sud du Vietnam, du Cambodge, des Philippines, de la  Malaisie et de l'Indonésie, en Asie du Sud-Est . Il est originaire de ces régions à l'ouest de la ligne Wallace et pousse à des altitudes inférieures à 150 mètres. Il est menacé dans certaines régions en raison de la déforestation et il est envahissant dans quelques îles tropicales de l'hémisphère occidental où il a été planté comme plante ornementale.

## Habitat et écologie
À Singapour, une grappe de ces palmiers Nibong survit près de l'entrée de l' Istana (Istana signifie «palais» en Malais), située au bout d'Orchard Road. Une plaque sur ce site indique : « Comme le nibong est un palmier de mangrove, ce site doit avoir été autrefois une mangrove. » . L'espèce est un proche parent d' Oncosperma horridum et partage avec elle des propriétés de résistance à l'eau de mer dans ses tiges, ce qui la rend utile dans la construction de kelongs, structures en bois utilisées dans les mers peu profondes pour la capture ou l'élevage de poissons.

## Les usages
Au Cambodge, le bois noir et très dur est utilisé pour les piquets des barrages, la fabrication de planches et comme baleines dans les parapluies. Ses feuilles sont utilisées pour les toitures et, entrelacées, pour réaliser des paniers et d’autres objets d’usage courant . Le fruit vert peut remplacer la noix d'Arec dans la chique de  bétel , .
Les bourgeons foliaires sont, malheureusement, comestibles .

## Galerie

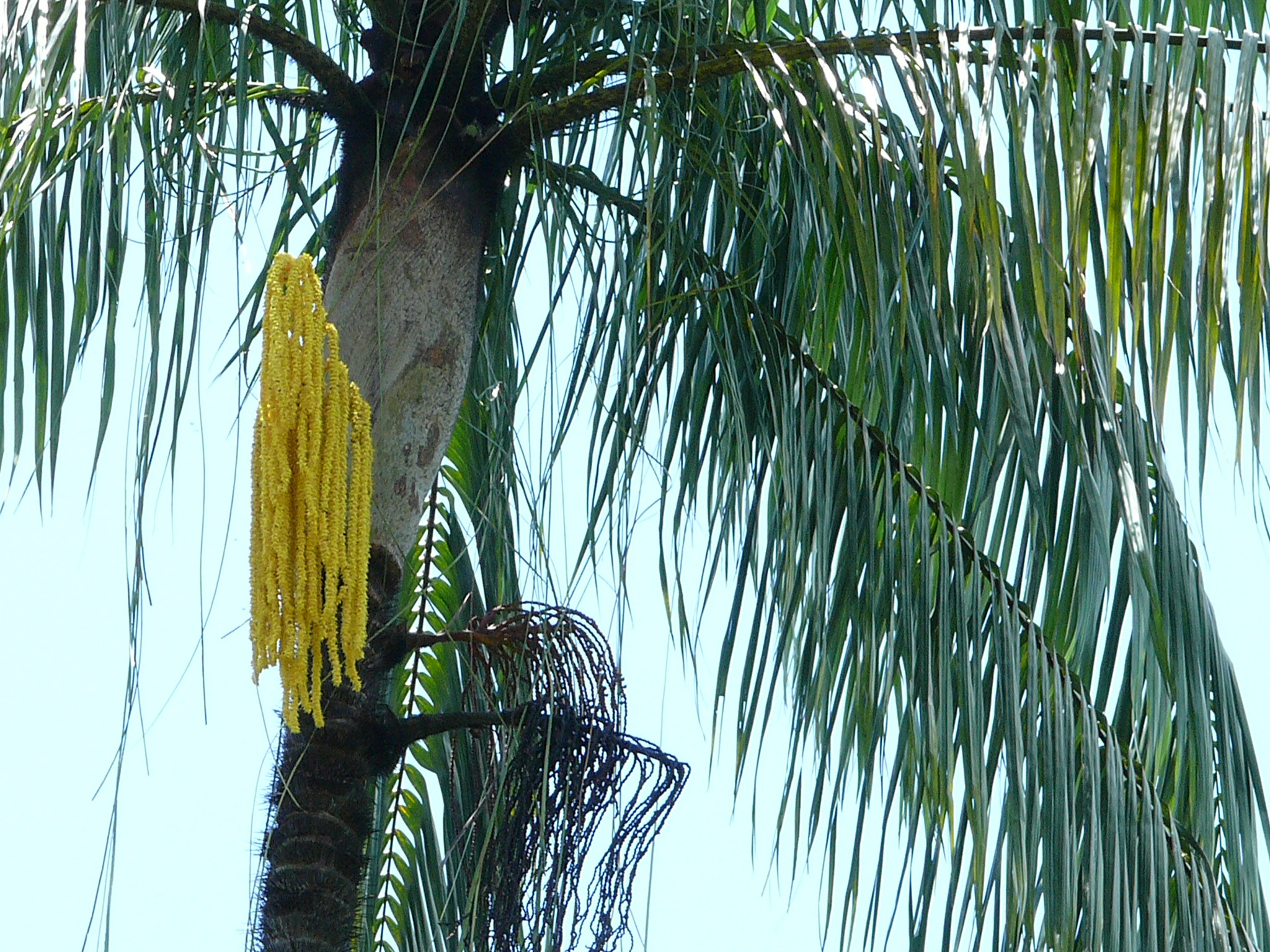
Une inflorescence
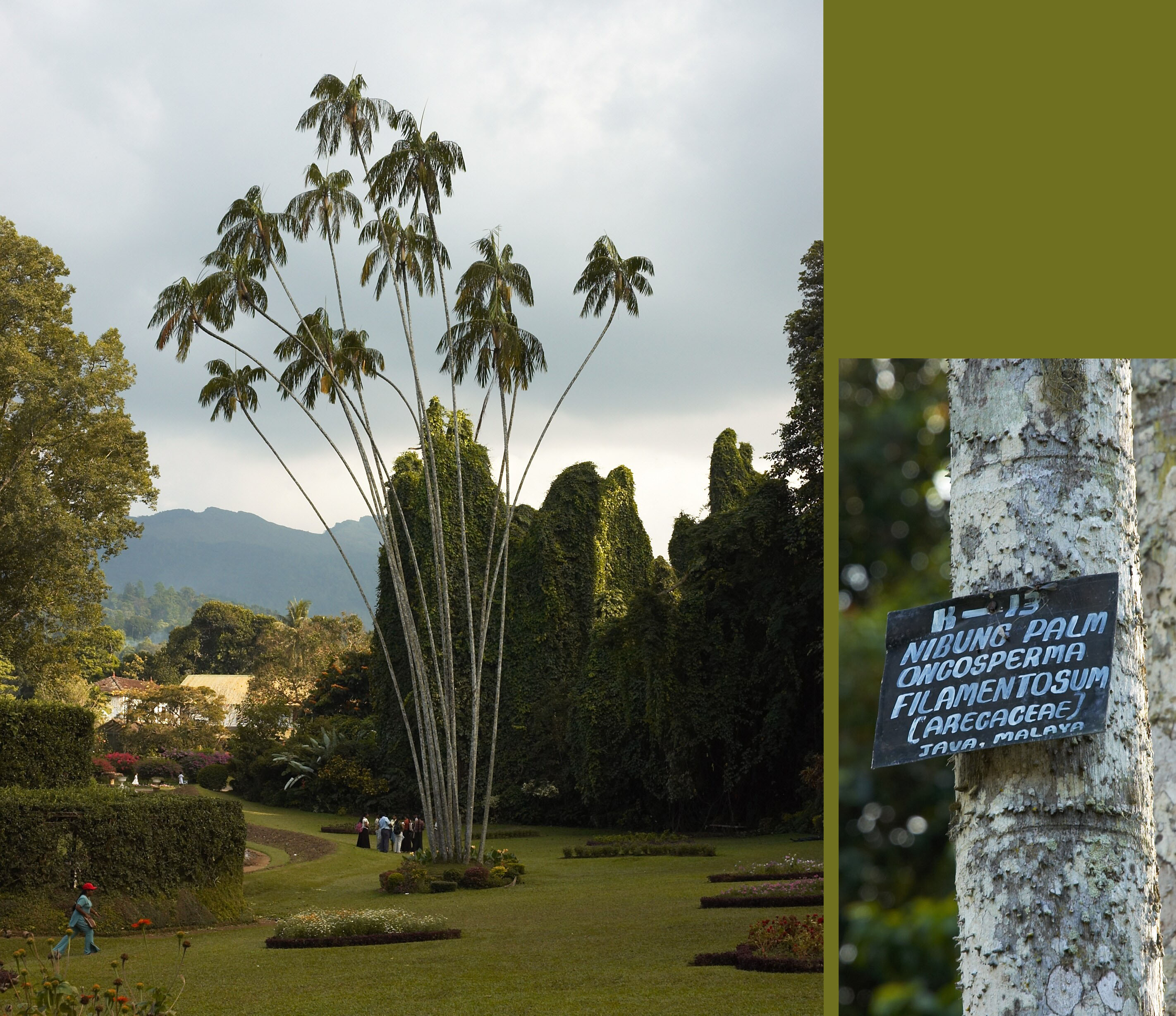
Tiges hautes et minces et feuilles tombantes sauvagement exotiques (jardin de Peradeniya)
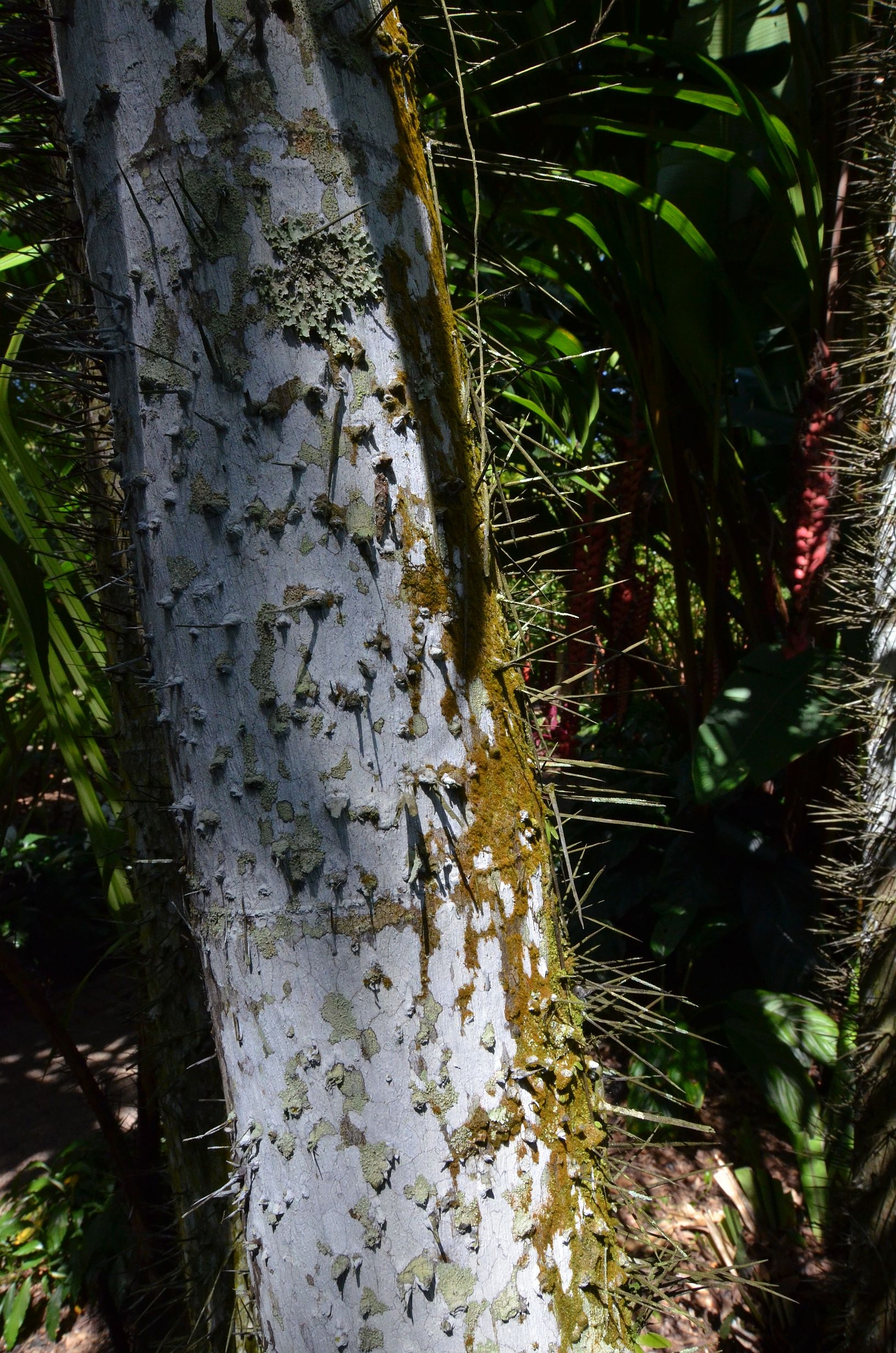
Stipe épineux du O. tigillarium
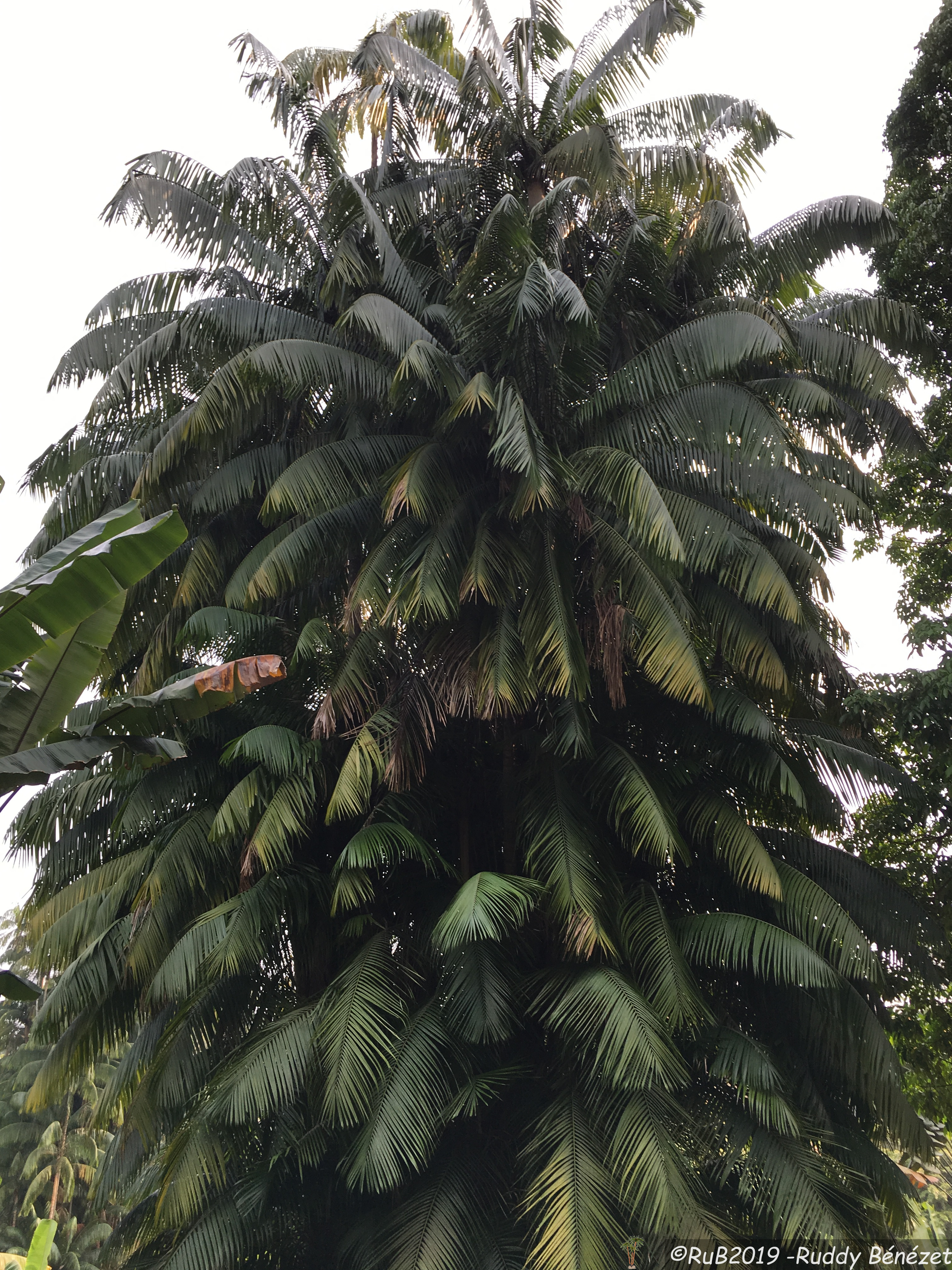
Feuillage finement penné de O. tigillarium (Jardin botanique de Singapour)